# Hrvatska Hrvatom
Hrvatska Hrvatom je bio hrvatski dnevnik, tjednik i polumjesečnik koji je izlazio u Zlataru i Zagrebu. Prvi broj ovih novina izašao je 1. siječnja 1907., a prestao izlaziti 1909. godine.
Većim dijelom 1907. izlazio je kao dnevnik a potom je prešao na polumjesečni ritam izlaženja. 1908. je tjednik, a 1909. polumjesečnik.
List se deklarirao kao glasilo hrvatske radikalne oporbe, a već od 3. broja kao novine Hrvatske radničke stranke.
Uređivao ga je Mirko pl. Pisačić.
Bile su u svezi sa Strankom prava.